# 산드로 페르티니
산드로 페르티니(이탈리아어: Sandro Pertini, 1896년 9월 25일 ~ 1990년 2월 24일)는 이탈리아의 저널리스트, 사회주의 정치인이다. 1978년부터 1985년까지 제7대 대통령으로 일했으며, 퇴임 후 종신 상원의원으로 일했다. '산드로'는 그의 별칭이고, 본명은 알레산드로 페르티니(이탈리아어: Alessandro Pertini)이다. 이탈리아의 반파시스트·레지스탕스 운동의 영웅으로 알려져 있으며, 이탈리아를 경제대국으로 만드는 데 결정적인 역할을 하기도 했다.

## 약력
산드로 페르티니는 사보나 주의 스텔라에서 태어났다. 부친인 알베르토는 바라체의 살레시오회에서 공부한 적이 있는 지주였다. 페르티니는 제노아 대학교에서 법률 학위를 땄다. 그러던 중 아델키 바라토노(Adelchi Baratono)로부터 철학을 배우게 된다. 그러나 페르티니는 개혁적 사회주의자였던 그의 영향을 받았고, 그는 사회주의 사상에 심취하기 시작했다. 그는 훗날 리구리아 노동운동의 핵심이 된다.
제1차 세계대전 당시 페르티니는 이탈리아의 참전에 반대했지만, 그는 상장을 수여받는다. 1918년 그는 연합사회당(PSU)에 입당한다.

## 반파시스트 운동
1922년, 베니토 무솔리니(Benito Mussolini)가 파시즘 체제를 수립하였다. 그러던 중 PSU의 지도자 자코모 마테오티(Giacomo Matteotti)가 파시스트에게 암살되자 그는 반전체주의 운동에 적극적으로 가담하게 된다. 그는 1926년까지 석공으로 있었고, 그 해에 수감되었다.
1935년, 페르티니는 산토 스테파노 섬에 다시 수감되었다. 수감 중 병으로 고통을 받곤 했지만, 그는 끝까지 사죄하지 않았다. 1943년 무솔리니 체제가 붕괴되었고, 그는 석방되었다. 석방 이후 그는 레지스탕스 운동에 적극적으로 가담한다. 이를 계기로, 그는 반파시스트·레지스탕스 운동의 영웅으로 알려지게 되었다.
페르티니는 무솔리니 정권 시절 고문을 당했지만, 그는 자신의 이상과 신념을 잃지 않았다.

## 정치 활동
1945년 4월 25일 그는 국회의원으로 당선되었다. 그는 공산당과 타협하지 않는 태도를 취했으며, 이로 인해 여러 가지 정치적 의혹을 남기기도 했다. 그는 제국주의와 사회당 내의 부정부패를 강력하게 비판하기도 했다. 그는 사회당에 소속했음에도, 무소속 정치인들과 비슷한 입장을 취하기도 했다.
1968년 이탈리아 대의회 의장으로 임명되었으며 1976년까지 그 직에 있었다. 2년 후, 페르티니는 대통령으로 선출되었다.

## 대통령

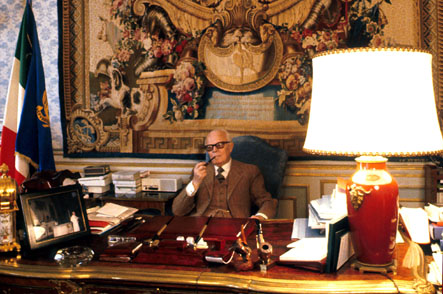
대통령 재임 시절의 페르티니

1978년 6월 15일, 록히드 사건에 휘말린 기민당 소속 조반니 레오네(Giovanni Leone) 대통령이 임기 종료를 6개월 앞두고 사퇴하였다. 페르티니는, 의회의 간접선거를 통해 당선되었다. 그는 1978년 7월 9일 정식으로 업무를 수행하기 시작하였다. 이로써 이탈리아에서도 최초로 사회주의 정권이 출범하였다.
그는 레오네의 사임으로 당시 혼란스러워졌던 이탈리아의 정치위기를 수습하였다. 하지만 그것이 전부는 아니었다. 왜냐하면 또다른 혼란이 닥쳤기 때문이다. 그중 하나는, 붉은 여단(알도 모로 전 수상을 납치한 것으로도 유명하다)과 같은 극단주의 테러조직들의 공격이었다. 또한 그가 취임한 그 해에 바티칸 교황 요한 바오로 1세가 취임 33일만에 갑작스레 사망하였는데 이에 타살 의혹이 들면서 다시 한번 화제가 되기도 했다. 게다가 암부르시아노 은행의 로베르토 칼비 은행장이 암살되는 등 국가적 혼란이 발생하였다.
사망한 요한 바오로 1세의 뒤를 이어 요한 바오로 2세가 하드리아노 6세 이후 455년 만에 비(非)이태리계 교황으로 취임하였다. 이 일은 페르티니의 재직 중 일어났다. 바티칸 시국과의 협의를 통해 "가톨릭은 이탈리아에서 특별한 지위를 지닌다"는 부분을 삭제하는, 라테란 조약을 수정하기도 했다. 1982년 3월 일본을 방문하기도 했다.
1985년 프란체스코 코시가(Francesco Cossiga)가 후임으로 선출된 상태에서, 임기 종료를 며칠 앞두고 조기 사임하였다.

## 말년
이탈리아의 다른 대통령들과 마찬가지로, 페르티니도 퇴임 후 종신 상원의원으로 선출되었다. 1990년, 로마에서 별세하였다. 향년 93세.

## 트리비아
페르티니는 1982년 FIFA 월드컵 결승(이탈리아 대 서독)에 참가하기도 했다. 이탈리아가 세 골을 넣자, 페르티니는 자신의 손가락을 흔들며 "그들(독일 축구 국가대표팀)은 더 이상 우리를 잡지 못할 것이다"라고 말하기도 했다. 축구 선수 파올로 로시(Paolo Rossi)는 "나는 대통령(산드로 페르티니)께서 우리를 대통령궁으로 초대해 주신 그 날을 기억한다. 그 날은 대통령과 함께 있어서 나의 최고의 날이었다."라고 말하였다.

## 대외 관계

### 대한민국
페르티니는 한반도의 평화와 안정에 깊은 관심을 표명하면서, 남북회담을 통한 대한민국 정부의 평화 노력을 지지한다고 밝혔다. 그는 "남북관계는 대화를 통해 평화적으로 해결하는 것이 세계 평화에도 도움이 된다"고 주장하기도 했으며, 88서울올림픽이 성공적으로 개최되길 바란다고 말하기도 했다.

## 참조
1. ↑  “前 이탈리아大統領 페르티니 死亡”. 경향신문. 1990년 2월 26일.
2. ↑  “이탈리아 大統領 〈페르티니〉 就任”. 매일경제. 1978년 7월 10일.
3. ↑  “이탈리아 大統領 〈페르티니〉 就任”. 매일경제. 1978년 7월 10일.
4. ↑  “이탈리아 大統領 〈페르티니〉 就任”. 매일경제. 1978년 7월 10일.
5. ↑  “이탈리아 大統領 〈페르티니〉 就任”. 매일경제. 1978년 7월 10일.
6. ↑  “前 이탈리아大統領 페르티니 死亡”. 경향신문. 1990년 2월 26일.
7. ↑  Video on Pertini exulting at the Italian team's victory - 유튜브
8. ↑  “보관된 사본”. 2013년 1월 19일에 원본 문서에서 보존된 문서. 2021년 8월 9일에 확인함.
9. ↑  “韓·伊방위산업協力합의 페르티니大統領·盧政務요담”. 동아일보. 1981년 11월 18일.
10. ↑  “韓·伊방위산업協力합의 페르티니大統領·盧政務요담”. 동아일보. 1981년 11월 18일.